# Essad Pacha
Ne pas confondre avec Mehmet Esat Bülkat, général ottoman, aussi appelé Essad Pacha.
 (mars 2019).
Si vous disposez d'ouvrages ou d'articles de référence ou si vous connaissez des sites web de qualité traitant du thème abordé ici, merci de compléter l'article en donnant les références utiles à sa vérifiabilité et en les liant à la section « Notes et références ».
Essad Pacha, né Essad Toptani en 1863 à Tirana et mort le 13 juin 1920 à Paris, est un militaire et homme politique ottoman, officier de l'armée ottomane devenu, après l'indépendance du pays, homme politique et Premier ministre albanais du 5 octobre 1914 au 24 février 1916. Exilé, il meurt assassiné à Paris. Pacha est un titre de fonction.

## Sa carrière
Né en 1863 à Tirana, Essad Pacha est issu de l’illustre famille des Toptani. Grand propriétaire en Albanie centrale, sa carrière commence dans l’administration turque où il s'élève rapidement. Au début du siècle, il est nommé commandant de gendarmerie de la province de Janina.

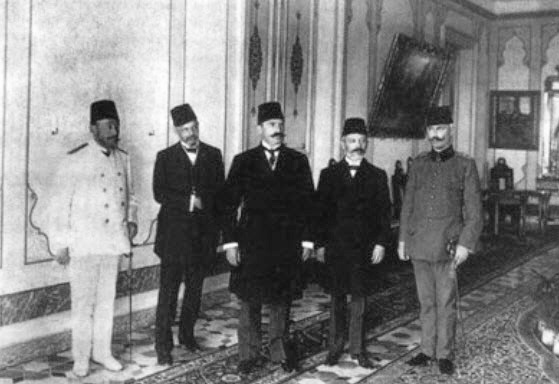
Délégation pour renverser le sultan Abdülhamit II le 27 avril 1909. De gauche à droite, le contre-amiral Arif Hikmet Paşa, Emmanuel Carasso, Esad Paşa Toptani, Aram Efendi ve Albay Galip Bey (Pasiner).

Partisan des Jeunes-Turcs, il est élu en 1908, député au Parlement turc. Mais l’année suivante, le sultan Abdülhamid II exige sa démission.
Devenu chef de gendarmerie dans la province de Scutari, il combat glorieusement les Monténégrins durant la guerre des Balkans. Mais en avril 1913, après cinq mois de combat, son armée est épuisée et Essad doit se rendre. Depuis cette époque, Essad voue une véritable haine aux Monténégrins et particulièrement à leur roi, Nicolas.

## Débuts en politique

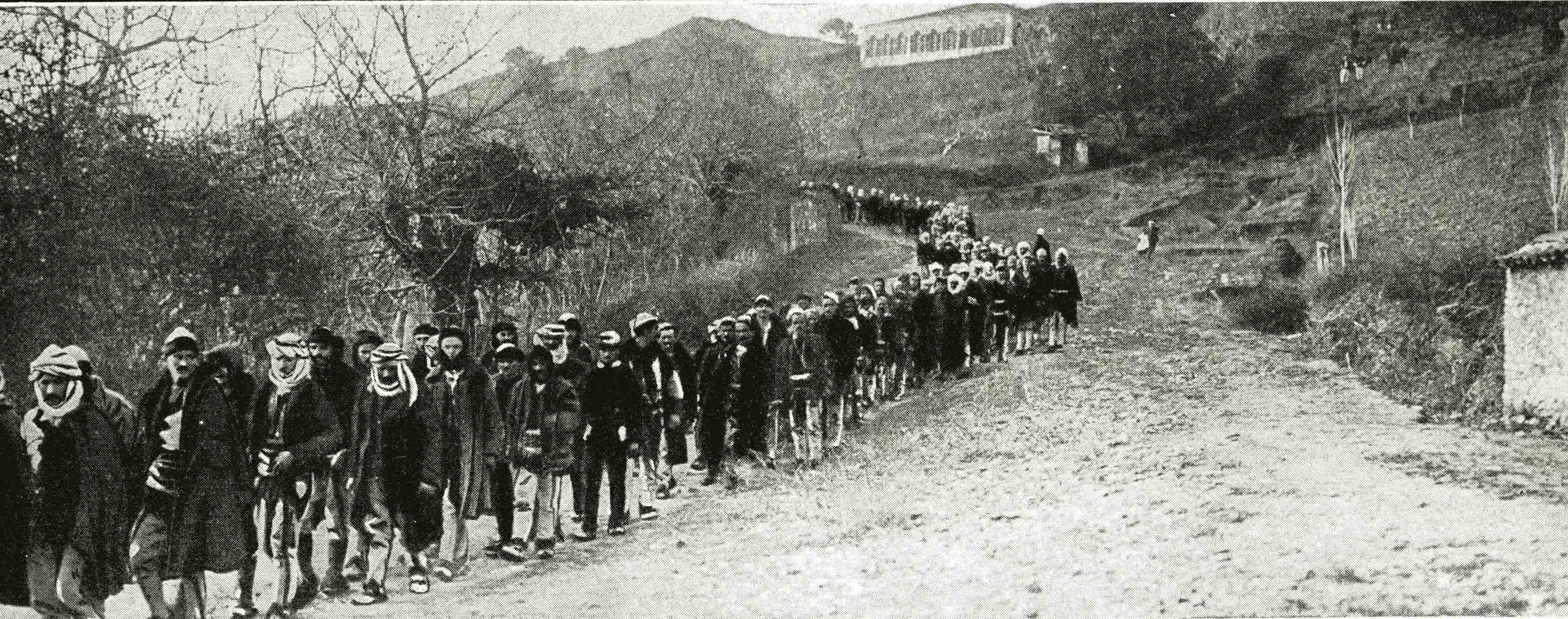
Reddition des Malissores.

C’est cette même année que la conférence de Londres reconnaît officiellement l’indépendance de l’Albanie, proclamée depuis novembre 1912 par Ismail Qemali.
Profitant de l’anarchie qui règne sur l’Albanie pour mettre à profit ses ambitions politiques, Essad prévoit de faire de l’Albanie un état musulman. Il forme alors son propre gouvernement, en opposition à celui d'Ismail Qemali, et prévoyant de s’autoproclamer roi. Il signe également des premiers accords avec la Serbie.
Mais ses plans sont compromis par l’arrivée le 7 mars 1914, de Guillaume de Wied, un Prussien protestant élu Prince d’Albanie par les grandes puissances. Malgré tout, il lui fait un accueil favorable pour entrer dans son gouvernement. Il devient ainsi ministre de l’Intérieur et de la Guerre, mais se retrouvant vite en désaccord avec le Prince, Essad complote et prévoit de le renverser. Le complot découvert, il s'enfuit.

## Retour au pouvoir
La Première Guerre mondiale éclate. Et le Prince Guillaume, incapable de faire face aux évènements et à la recrudescence de la guerre civile, s’enfuit le 3 septembre.
Essad Pacha, alors exilé en Italie, trouve en la personne du Premier ministre serbe, l'aide parfaite pour prendre le pouvoir en Albanie. En effet, ce dernier craignant qu’un prince ottoman monte sur le trône d’Albanie, signe des accords secrets avec Essad prévoyant son retour prochain. Ainsi le gouvernement serbe finance et équipe militairement son retour en Albanie où tout de suite, il se proclame Chef du Gouvernement et Commandant suprême de l’Armée. Néanmoins, il ne contrôle que le nord et le centre du pays.

## Le pouvoir
Dès son arrivée au pouvoir, il participe à la guerre au côté de l'Entente. Mais sa véritable préoccupation est de rester au pouvoir. 
Fin 1914 et début 1915, le pays est envahi par la Grèce au sud, l’Italie à l’est et est menacé par l'Autriche-Hongrie. De plus, son pouvoir est de plus en plus contesté par les anciens rebelles. Essad Pacha demande alors au gouvernement serbe d’envahir le pays pour en reprendre le contrôle ; mais les Monténégrins en profitent aussi pour occuper le nord. En juin 1915, les Serbes occupent enfin l’Albanie et lui impose un traité d'alliance. Ce traité n'est pas appliqué longtemps, l'intervention bulgare contre la Serbie en octobre 1915 remet en cause cet équilibre. La Bulgarie entre en guerre auprès des Empires centraux. 
En janvier 1916, l’Autriche-Hongrie occupe le pays, l'obligeant à fuir avec les Serbes en repli.

## Manipulé par l’Entente

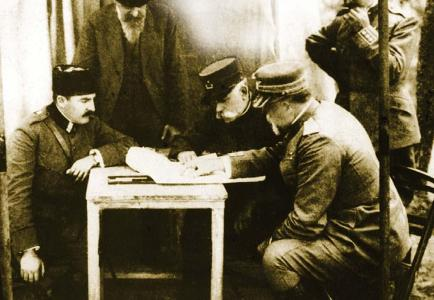
Sur le front de Salonique, discussion avec Maurice Sarrail, et Carlo Petitti di Roreto.

Après l’occupation de l’Albanie par la Triple-Alliance, Essad et son armée s’exilent en France. Ignorant tout du Traité secret de Londres qui place l’Albanie dans la sphère d'influence italienne, il est utilisé par les Alliés, notamment les Français, lui donnant espoir de pouvoir revenir au pouvoir. Ces derniers lui offrent ainsi une aide matérielle et le renvoient en Albanie avec ses partisans où ils organisent une guérilla.
Commence alors une certaine tension entre la France et l’Italie. Cette dernière ne souhaite en aucun cas le retour d’Essad Pacha, qui pourrait compromettre sa légitimité sur l’Albanie. Essad reçoit alors l’ordre de rester à Salonique, à la disposition du commandement français.

## Des retours avortés
La guerre finie, la France et l’Italie dissolvent l’armée d’Essad. Ce dernier, bien décidé à reprendre le pouvoir, coopère de nouveau avec la Serbie. Celle-ci le soutiendra lors de la Conférence de paix de Paris. Une rivalité se crée alors entre l’Italie et la Serbie, chacun espérant la faveur de la Conférence de paix de Paris.
Pour Essad, la situation est la même ; il a lui aussi deux rivaux : le gouvernement provisoire et officiel d’Albanie, dirigé par Turhan Pacha Përmeti, et le Prince Guillaume de Wied, qui, n’ayant jamais abdiqué, réclame le trône. Mais ce dernier n’est pas un rival, le Prince étant allemand.
Le gouvernement provisoire, discrédité par sa mollesse à faire reconnaître ses droits, est renversé en janvier 1920 par le Congrès de Lushnjë. Le nouveau gouvernement nettement plus nationaliste, obtient le retrait des troupes françaises. Essad Pacha essaie alors de profiter de la situation pour mener à bien un nouveau coup d’État. Mais son insurrection est matée par son neveu, Ahmed Zogu, le futur roi d’Albanie.
Continuant à militer à Paris, il se fait élire roi, le 10 juin 1920, par « l’Assemblée nationale d’Albanie ». Trois jours après, Essad Pacha est assassiné à Paris, devant l’hôtel Continental où il logeait. L’assassin, Avni Rustemi, un compatriote albanais, refusait de l’avoir pour roi.
Essad Pacha est resté dans la mémoire des Albanais comme un dictateur ayant trahi son peuple en pactisant avec les Serbes.
Il est enterré au cimetière parisien de Thiais. Sa stèle, dans le carré des soldats serbes, est la seule tombe musulmane au milieu des croix.